# Isabelle Boulay

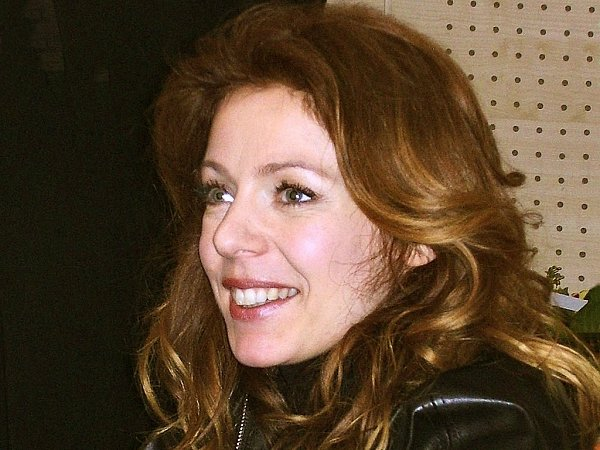
Isabelle Boulay (2008)

Isabelle Boulay (* 6. Juli 1972 in Sainte-Félicité, Québec, Kanada) ist eine frankokanadische Pop- und Chanson-Sängerin.

## Werdegang
Ihre Karriere begann, als sie 1990 gegen ihren Willen von Freunden beim Chanson-Festival von Petite-Vallée angemeldet wurde. Sie errang dabei sehr großen Erfolg. 1991 nahm sie am renommierten Chanson-Festival von Granby teil, das sie mit ihrer Interpretation von Jacques Brels Amsterdam gewann. Im selben Jahr wurde sie zum Festival Francofolies in Montréal eingeladen.
1993 startete sie für Radio Canada beim Festival Truffe de Périgueux im Périgord, Frankreich. Sie gewann dort die Wettbewerbs-Kategorie Chanson francophone (Chansons aus der Frankophonie). In der Folgezeit wurde sie unter anderem von Luc Plamondon und Francis Cabrel gefördert.
1996 veröffentlichte sie mit Fallait pas ihr erstes Solo-Album, dem seither sechzehn weitere folgten. Unter ihren Alben findet sich auch ein im Olympia in Paris aufgenommenes Live-Album namens Du temps pour toi.

## Diskografie

### Alben
| Jahr | Titel                          | Höchstplatzierung, Gesamtwochen, AuszeichnungChartplatzierungen (Jahr, Titel, Platzierungen, Wochen, Auszeichnungen, Anmerkungen) | Höchstplatzierung, Gesamtwochen, AuszeichnungChartplatzierungen (Jahr, Titel, Platzierungen, Wochen, Auszeichnungen, Anmerkungen) | Höchstplatzierung, Gesamtwochen, AuszeichnungChartplatzierungen (Jahr, Titel, Platzierungen, Wochen, Auszeichnungen, Anmerkungen) | Höchstplatzierung, Gesamtwochen, AuszeichnungChartplatzierungen (Jahr, Titel, Platzierungen, Wochen, Auszeichnungen, Anmerkungen) | Anmerkungen                                             |
| Jahr | Titel                          | FR | BEW | CH | CA | Anmerkungen                                             |
| ---- | ------------------------------ | --- | --- | --- | --- | ------------------------------------------------------- |
| 1996 | Fallait pas                    | — | — | — | — |                                                         |
| 1997 | États d’amour                  | FR60 Gold · (13 Wo.)FR | — | — | CA— PlatinCA |                                                         |
| 1999 | Scènes d’amour                 | — | — | — | CA9 (2 Wo.)CA |                                                         |
| 2000 | Mieux qu’ici-bas               | FR6 Diamant · (106 Wo.)FR | BEW4 Gold · (57 Wo.)BEW | CH65 Gold · (14 Wo.)CH | CA4 (3 Wo.)CA |                                                         |
| 2001 | Il était une voix...           | FR101 (3 Wo.)FR | — | — | — |                                                         |
| 2002 | Au moment d’être à vous        | FR4 Platin · (57 Wo.)FR | BEW5 Gold · (21 Wo.)BEW | CH8 Gold · (17 Wo.)CH | CA7 (3 Wo.)CA |                                                         |
| 2002 | Ses plus belles histoires      | — | — | — | CA10 (1 Wo.)CA |                                                         |
| 2003 | Depuis le premier jour         | — | — | — | — | Soundtrack für den Film Séraphin: un homme et son péché |
| 2004 | Tout un jour                   | FR4 ×2Doppelgold · (77 Wo.)FR | BEW3 Gold · (64 Wo.)BEW | CH11 (10 Wo.)CH | CA2 Gold · (2 Wo.)CA | Erstveröffentlichung: 7. Mai 2004                       |
| 2005 | Du temps pour toi              | FR16 (20 Wo.)FR | BEW7 (22 Wo.)BEW | CH42 (5 Wo.)CH | — | Erstveröffentlichung: 14. Oktober 2005                  |
| 2007 | De retour à la source          | FR87 (6 Wo.)FR | BEW32 (9 Wo.)BEW | CH65 (3 Wo.)CH | CA2 Gold · (6 Wo.)CA | Erstveröffentlichung: 27. April 2007                    |
| 2008 | Nos lendemains                 | FR7 Gold · (38 Wo.)FR | BEW7 (31 Wo.)BEW | CH22 (6 Wo.)CH | CA1 Gold · (5 Wo.)CA | Erstveröffentlichung: 3. März 2008                      |
| 2009 | Chansons pour les mois d’hiver | FR173 (1 Wo.)FR | — | — | CA6 Gold · (4 Wo.)CA | Erstveröffentlichung: 14. Dezember 2009                 |
| 2011 | Les grands espaces             | FR12 Gold · (50 Wo.)FR | BEW16 (51 Wo.)BEW | CH69 (3 Wo.)CH | CA9 Gold · (2 Wo.)CA | Erstveröffentlichung: 14. November 2011                 |
| 2014 | Merci Serge Reggiani           | FR5 Platin · (64 Wo.)FR | BEW8 (50 Wo.)BEW | CH40 (10 Wo.)CH | CA4 Gold · (5 Wo.)CA | Erstveröffentlichung: 16. Mai 2014                      |
| 2017 | En vérité                      | FR8 (18 Wo.)FR | BEW5 (28 Wo.)BEW | CH16 (4 Wo.)CH | CA9 (5 Wo.)CA | Erstveröffentlichung: 19. Mai 2017                      |
| 2019 | En attendant Noël              | FR71 (2 Wo.)FR | BEW42 (6 Wo.)BEW | — | CA5 (… Wo.)CA | Erstveröffentlichung: 22. November 2019                 |
| 2023 | Boulay chante Bashung          | FR88 (3 Wo.)FR | — | CH73 (1 Wo.)CH | CA14 (4 Wo.)CA | Erstveröffentlichung: 17. März 2023                     |

### Singles
| Jahr | Titel Album                                       | Höchstplatzierung, Gesamtwochen, AuszeichnungChartplatzierungen (Jahr, Titel, Album, Platzierungen, Wochen, Auszeichnungen, Anmerkungen) | Höchstplatzierung, Gesamtwochen, AuszeichnungChartplatzierungen (Jahr, Titel, Album, Platzierungen, Wochen, Auszeichnungen, Anmerkungen) | Höchstplatzierung, Gesamtwochen, AuszeichnungChartplatzierungen (Jahr, Titel, Album, Platzierungen, Wochen, Auszeichnungen, Anmerkungen) | Höchstplatzierung, Gesamtwochen, AuszeichnungChartplatzierungen (Jahr, Titel, Album, Platzierungen, Wochen, Auszeichnungen, Anmerkungen) | Anmerkungen                              |
| Jahr | Titel Album                                       | FR | BEW | CH | CA | Anmerkungen                              |
| ---- | ------------------------------------------------- | --- | --- | --- | --- | ---------------------------------------- |
| 1997 | Je t’oublierai, je t’oublierai États d’amour      | FR33 (15 Wo.)FR | — | — | — |                                          |
| 2000 | Parle-moi Mieux qu’ici-bas                        | FR2 Gold · (25 Wo.)FR | BEW1 Gold · (22 Wo.)BEW | — | — |                                          |
| 2001 | Un jour ou l’autre Mieux qu’ici-bas               | FR31 (16 Wo.)FR | BEW22 (6 Wo.)BEW | — | — |                                          |
| 2004 | Tout au bout de nos peines Tout un jour           | FR3 Gold · (21 Wo.)FR | BEW7 (15 Wo.)BEW | CH23 (11 Wo.)CH | — | und Johnny Hallyday                      |
| 2008 | Ton histoire Nos lendemains                       | FR14 (24 Wo.)FR | BEW39 (1 Wo.)BEW | — | — |                                          |
| 2011 | Fin octobre, début novembre Les grands espaces    | FR78 (3 Wo.)FR | BEW44 (3 Wo.)BEW | — | — | Erstveröffentlichung: 19. September 2011 |
| 2014 | Il suffirait de presque rien Merci Serge Reggiani | FR165 (3 Wo.)FR | — | — | — | Erstveröffentlichung: 14. April 2014     |
| 2014 | La voix que j’ai La voix II                       | — | — | — | CA92 (1 Wo.)CA |                                          |

Weitere Singles
- 2001: Quelques pleurs
- 2009: C’est ma vie (mit Salvatore Adamo)
- 2012: Jolie Louise
- 2017: Un souvenir

## Auszeichnungen für Musikverkäufe
| Platin-Schallplatte - Frankreich - 2005: für das Videoalbum Du Temps Pour Toi |

Anmerkung: Auszeichnungen in Ländern aus den Charttabellen bzw. Chartboxen sind in ebendiesen zu finden.
| Land/RegionAuszeichnungen für Musikverkäufe (Land/Region, Auszeichnungen, Verkäufe, Quellen) | Gold       | Platin     | Diamant  | Verkäufe  | Quellen                     |
| -------------------------------------------------------------------------------------------- | ---------- | ---------- | -------- | --------- | --------------------------- |
| Belgien (BRMA)                                                                               | 4× Gold4   | —          | —        | 100.000   | ultratop.be                 |
| Frankreich (SNEP)                                                                            | 7× Gold7   | 3× Platin3 | Diamant1 | 2.345.000 | infodisc.fr snepmusique.com |
| Kanada (MC)                                                                                  | 5× Gold5   | 2× Platin2 | —        | 450.000   | musiccanada.com             |
| Schweiz (IFPI)                                                                               | 2× Gold2   | —          | —        | 40.000    | hitparade.ch                |
| Insgesamt                                                                                    | 18× Gold18 | 5× Platin5 | Diamant1 |           |                             |